# Bourganeuf
Bourganeuf est une commune française située dans le département de la Creuse en région Nouvelle-Aquitaine.
Bourganeuf doit sa création médiévale aux Hospitaliers de Saint-Jean de Jérusalem, ordre religieux et militaire créé en 1104. Depuis le XIIe siècle, jusqu'à la Révolution de 1789, les Chevaliers ont habité Bourganeuf, qui a ainsi connu une prospérité et une réputation jamais égalées. Bourganeuf était le chef-lieu de la « vénérable langue d'Auvergne » jusqu'en 1750 où il fut déplacé à Lyon. Il étendait son pouvoir sur le centre de la France. En faisaient partie : l'Auvergne, la Marche, le Velay, le Limousin, le Berry, le Forez, le Bourbonnais, le Lyonnais, le Beaujolais, le Bugey et la Savoie. Le bailli de la « langue d'Auvergne » avait le statut de grand maréchal, commandant de l'armée que constitue l'Ordre.
En 1886, Bourganeuf revient au premier plan en devenant la troisième ville française à utiliser la nouvelle énergie d'une centrale hydraulique, l'électricité.
Bourganeuf est, en nombre d'habitants, la quatrième commune du département derrière Guéret, La Souterraine et Aubusson.
Ses habitants sont appelés les « Bourganiauds » ou les « Bourgouniauds ».

## Géographie

### Localisation
La commune de Bourganeuf est située à 33 km de Guéret, à 50 km de Limoges et à 400 km de Paris.
| Saint-Dizier-Masbaraud |                         | Mansat-la-Courrière |
|                        | Bourganeuf              |                     |
| Montboucher            | Saint-Junien-la-Bregère | Faux-Mazuras        |

### Géologie et relief
Bourganeuf est située sur un plateau et sur les coteaux de la colline La Perrière à une altitude moyenne de 450 mètres, à l'extrémité nord-ouest du plateau de Gentioux, prolongement septentrional du plateau de Millevaches.
Carte de l'occupation des sols de Bourganeuf sur le Géoportail de l'ARB Nouvelle-Aquitaine : Entités paysagères:
Territoire communal : Occupation du sol (Corinne Land Cover); Cours d'eau (BD Carthage),
Géologie : Carte géologique; Coupes géologiques et techniques,
 Hydrogéologie : Masses d'eau souterraine; BD Lisa; Cartes piézométriques.
Carte des paysages

### Sismicité
Commune située dans une zone 2 de sismicité faible.

### Hydrographie et les eaux souterraines
Elle est traversée par les rivières :
- Rivière la Beraude[3],
- la Rivière le Taurion[4].
- le Verger[5].
- et la Mourne.

### Climat
Pour des articles plus généraux, voir Climat de la Nouvelle-Aquitaine et Climat de la Creuse.
Historiquement, la commune est exposée à un climat montagnard.  
En 2020, Météo-France publie une typologie des climats de la France métropolitaine dans laquelle la commune est exposée à un climat de montagne et est dans la région climatique Ouest et nord-ouest du Massif Central, caractérisée par une pluviométrie annuelle de 900 à 1 500 mm, maximale en automne et en hiver.
Pour la période 1971-2000, la température annuelle moyenne est de 10,3 °C, avec  une amplitude thermique annuelle de 14,4 °C. Le cumul annuel moyen de précipitations est de 1 109 mm, avec 13,2 jours de précipitations en janvier et 8,3 jours en juillet. Pour la période 1991-2020, la température moyenne annuelle observée sur la station météorologique installée sur la commune est de 10,8 °C et le cumul annuel moyen de précipitations est de 1 184,0 mm,. Pour l'avenir, les paramètres climatiques de la commune estimés pour 2050 selon différents scénarios d’émission de gaz à effet de serre sont consultables sur un site dédié publié par Météo-France en novembre 2022.
| Mois                                  | jan.           | fév.           | mars           | avril         | mai           | juin          | jui.          | août           | sep.          | oct.          | nov.            | déc.             | année           |
| ------------------------------------- | -------------- | -------------- | -------------- | ------------- | ------------- | ------------- | ------------- | -------------- | ------------- | ------------- | --------------- | ---------------- | --------------- |
| Température minimale moyenne (°C)     | 1              | 0,8            | 2,8            | 5             | 8,2           | 11,5          | 13            | 12,9           | 9,9           | 8,1           | 4               | 1,7              | 6,6             |
| Température moyenne (°C)              | 3,8            | 4,1            | 7              | 9,6           | 13            | 16,6          | 18,3          | 18,3           | 14,9          | 12            | 7,1             | 4,5              | 10,8            |
| Température maximale moyenne (°C)     | 6,5            | 7,5            | 11,2           | 14,3          | 17,9          | 21,7          | 23,5          | 23,6           | 19,8          | 15,9          | 10,1            | 7,3              | 14,9            |
| Record de froid (°C) date du record   | −11,9 13.01.03 | −16,2 06.02.12 | −14,3 01.03.05 | −4 04.04.1996 | −1 14.05.1995 | 2,3 04.06.01  | 5 17.07.00    | 4,7 31.08.1996 | −0,5 25.09.02 | −4 25.10.03   | −9,6 24.11.1998 | −11,3 31.12.1996 | −16,2 2012      |
| Record de chaleur (°C) date du record | 19,9 28.01.24  | 23,2 27.02.19  | 23,9 29.03.21  | 27,1 30.04.05 | 29,6 26.05.05 | 37,6 26.06.19 | 37,5 23.07.19 | 37,6 18.08.12  | 35,2 04.09.23 | 29,5 08.10.23 | 22,6 08.11.15   | 18,9 17.12.15    | 37,6 2012, 2019 |
| Ensoleillement (h)                    | 662            | 955            | 1 467          | 1 784         | 2 011         | 2 238         | 2 586         | 2 349          | 1 949         | 131           | 782             | 732              | 18 822          |
| Précipitations (mm)                   | 107,8          | 94,1           | 102,5          | 108,3         | 100,6         | 83,1          | 85,9          | 79,7           | 86            | 97,6          | 118,2           | 120,2            | 1 184           |

## Urbanisme

### Typologie
Au 1er janvier 2024, Bourganeuf est catégorisée bourg rural, selon la nouvelle grille communale de densité à 7 niveaux définie par l'Insee en 2022.
Elle appartient à l'unité urbaine de Bourganeuf, une unité urbaine monocommunale constituant une ville isolée,. La commune est en outre hors attraction des villes,.

### Occupation des sols
L'occupation des sols de la commune, telle qu'elle ressort de la base de données européenne d’occupation biophysique des sols Corine Land Cover (CLC), est marquée par l'importance des territoires agricoles (52,4 % en 2018), en diminution par rapport à 1990 (56,5 %). La répartition détaillée en 2018 est la suivante : prairies (39,3 %), forêts (33,4 %), zones agricoles hétérogènes (10,5 %), zones urbanisées (9,1 %), milieux à végétation arbustive et/ou herbacée (3,7 %), terres arables (2,6 %), zones industrielles ou commerciales et réseaux de communication (1,4 %). L'évolution de l’occupation des sols de la commune et de ses infrastructures peut être observée sur les différentes représentations cartographiques du territoire : la carte de Cassini (XVIIIe siècle), la carte d'état-major (1820-1866) et les cartes ou photos aériennes de l'IGN pour la période actuelle (1950 à aujourd'hui).

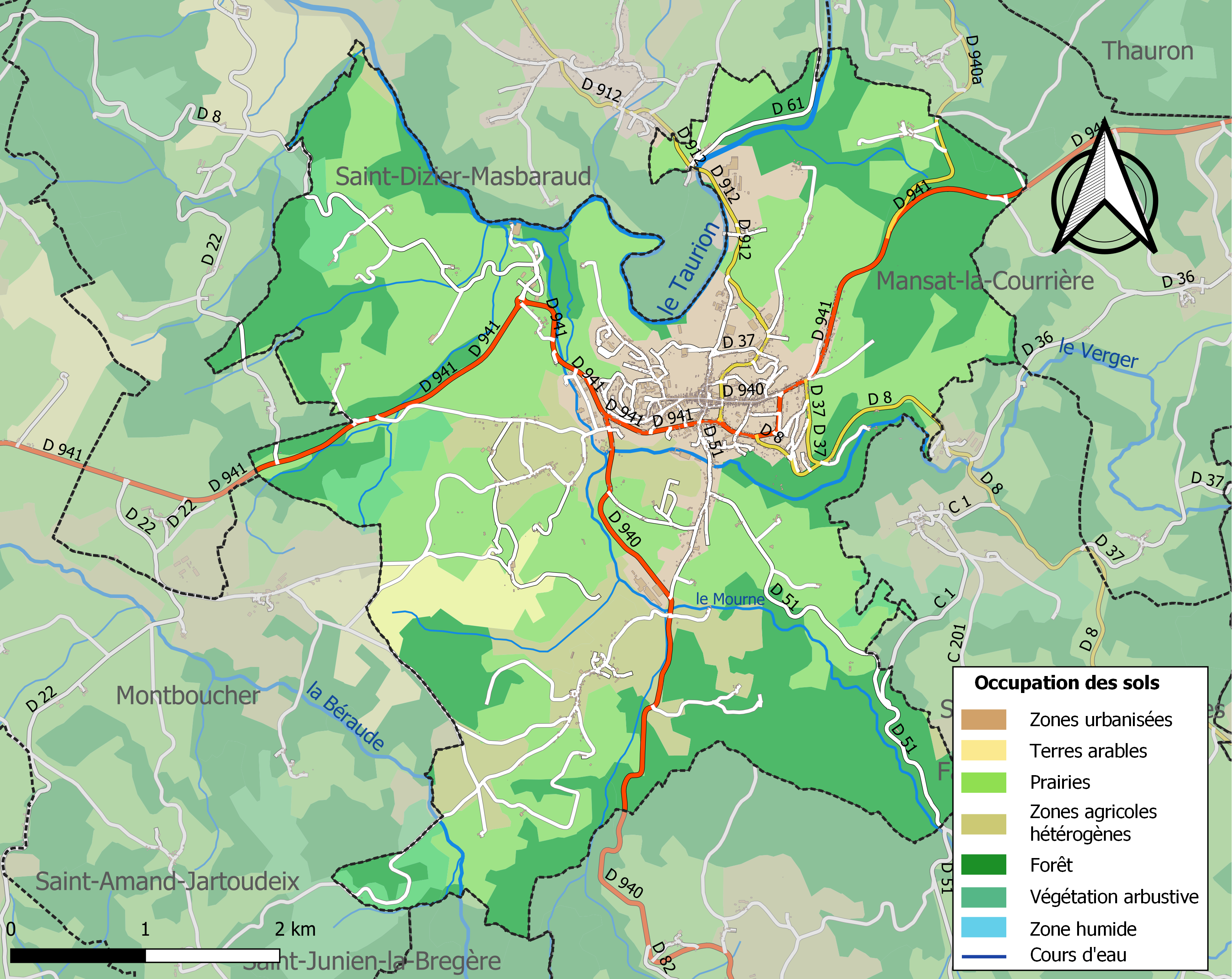
Carte des infrastructures et de l'occupation des sols de la commune en 2018 (CLC).

### Voies de communications et transports

#### Voies routières
- D 940 vers Saint-Julien-la-Bregère[18].
- D 941 vers La Gâne du Clos et La Chaise Grandvallée.

#### Transports en commun
- Réseau TransCreuse.

##### SNCF
- Gare de Vieilleville,
- Gare de Marsac,
- Gare de La Jonchère,
- Gare de Châteauneuf - Bujaleuf,
- Gare d'Eymoutiers-Vassivière.

### Intercommunalité
Commune membre de la Communauté de communes Creuse Sud*Ouest.

### Risques naturels et technologiques
Le territoire de la commune de Bourganeuf est vulnérable à différents aléas naturels : météorologiques (tempête, orage, neige, grand froid, canicule ou sécheresse) et séisme (sismicité faible). Il est également exposé à un risque technologique, la rupture d'un barrage, et à un risque particulier : le risque de radon. Un site publié par le BRGM permet d'évaluer simplement et rapidement les risques d'un bien localisé soit par son adresse soit par le numéro de sa parcelle.

#### Risques naturels

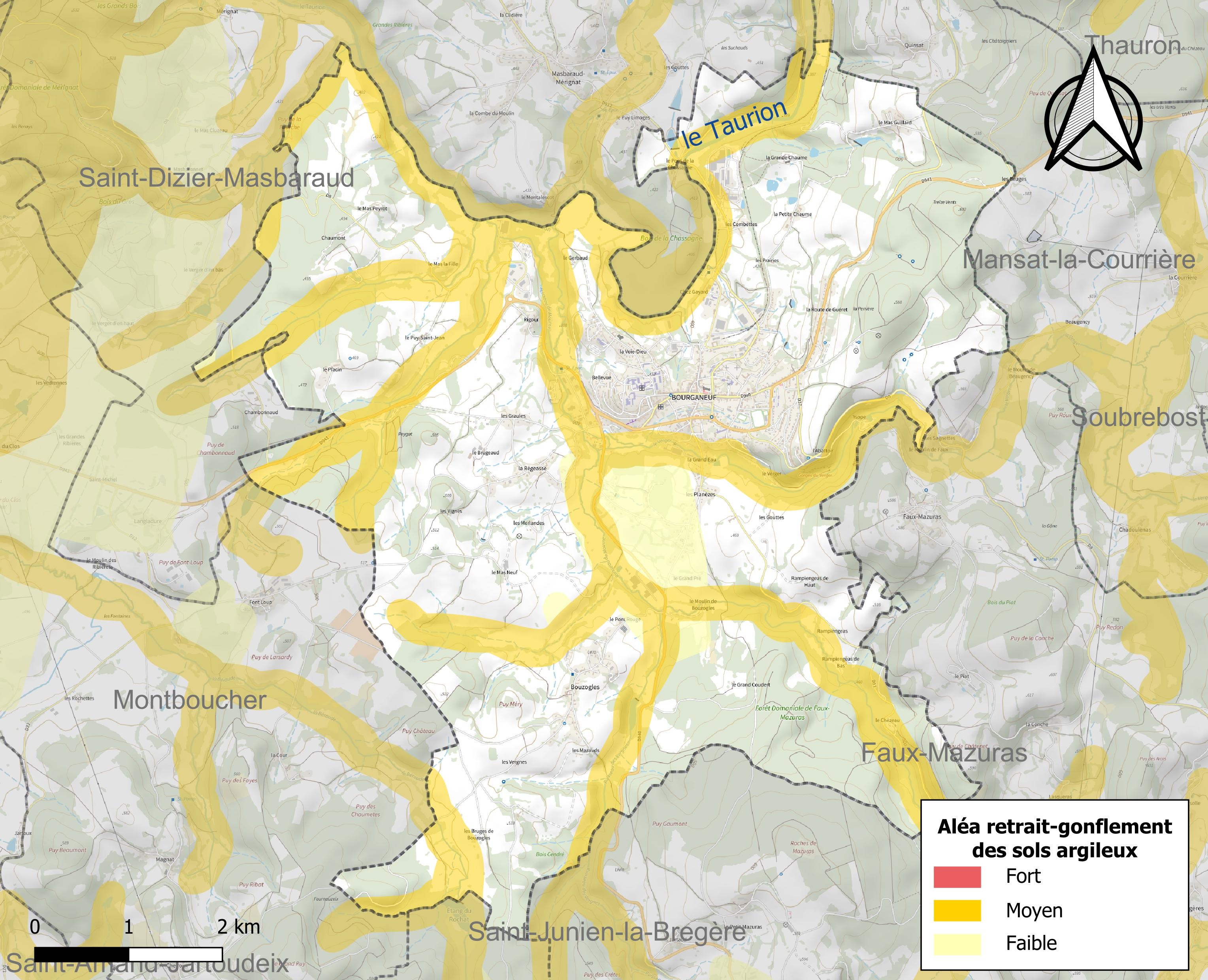
Carte des zones d'aléa retrait-gonflement des sols argileux de Bourganeuf.

Le retrait-gonflement des sols argileux est susceptible d'engendrer des dommages importants aux bâtiments en cas d’alternance de périodes de sécheresse et de pluie. 28,6 % de la superficie communale est en aléa moyen ou fort (33,6 % au niveau départemental et 48,5 % au niveau national). Sur les 998 bâtiments dénombrés sur la commune en 2019, 68 sont en aléa moyen ou fort, soit 7 %, à comparer aux 25 % au niveau départemental et 54 % au niveau national. Une cartographie de l'exposition du territoire national au retrait gonflement des sols argileux est disponible sur le site du BRGM,.
Par ailleurs, afin de mieux appréhender le risque d’affaissement de terrain, l'inventaire national des cavités souterraines permet de localiser celles situées sur la commune.
La commune a été reconnue en état de catastrophe naturelle au titre des dommages causés par les inondations et coulées de boue survenues en 1982 et 1999. Concernant les mouvements de terrains, la commune a été reconnue en état de catastrophe naturelle au titre des dommages causés par des mouvements de terrain en 1999.

#### Risques technologiques
La commune est en outre située en aval du barrage de Lavaud-Gelade, un ouvrage sur le Taurion de classe A soumis à PPI, disposant d'une retenue de 17,4 millions de mètres cubes. À ce titre elle est susceptible d’être touchée par l’onde de submersion consécutive à la rupture de cet ouvrage.

#### Risque particulier
Dans plusieurs parties du territoire national, le radon, accumulé dans certains logements ou autres locaux, peut constituer une source significative d’exposition de la population aux rayonnements ionisants. Certaines communes du département sont concernées par le risque radon à un niveau plus ou moins élevé. Selon la classification de 2018, la commune de Bourganeuf est classée en zone 3, à savoir zone à potentiel radon significatif.

## Toponymie
Lo Borgon Nuòu en limousin, prononcé [buˌrɡu ˈnjɔw].

## Histoire

### Moyen Âge

#### Les Hospitaliers
Bourganeuf ("Borgon Nuòu : petit bourg neuf") doit sa création à une commanderie d'Hospitaliers de Saint-Jean de Jérusalem (certains disent de Templiers, rien n'est moins sûr) au XIIe siècle. Cette commanderie devint ultérieurement le siège du grand prieuré d'Auvergne, qui fut transféré à Lyon en 1750 par le prieur Amable de Villelume de Thianges.
Bourganeuf conserve pourtant d'importants vestiges de ce grand prieuré : les bâtiments conventuels (devenus l'actuel hôtel de ville), une tour construite par Jean de Lastic en 1530, l'église Saint-Jean (XIIe siècle - XVe siècle), mais surtout la célèbre Tour Zizim.

##### L'histoire de Zizim

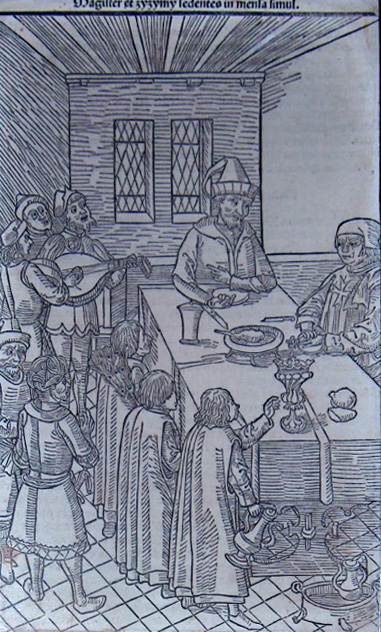

En mai 1481, à la mort de l'empereur ottoman Mehmed II, le conquérant de Constantinople (1453), ses deux fils, Jem (turc : Cem), appelé Zizim par les Européens et Bayézid II, se disputent le pouvoir. Défait à deux reprises, Djem se met sous la protection des Hospitaliers de l'ordre de Saint-Jean de Jérusalem à Rhodes. Il est reçu par le grand maître Pierre d'Aubusson le 30 juillet 1482. Traité avec déférence, mais en otage, il est conduit, sous la garde de Guy de Blanchefort, devenu grand maître de la Langue d'Auvergne depuis 1476, dans le comté de Nice, dans le Dauphiné, et enfin à Bourganeuf, siège du grand prieuré d'Auvergne, où il reste en captivité de 1486 à 1488 dans la tour construite à son intention, qui porte encore son nom francisé : Tour Zizim.
Son séjour en France a donné lieu à bien des légendes romantiques. On lui prête à Sassenage (Dauphiné) et dans la Marche des aventures sentimentales invraisemblables, de même qu'on a cru devoir lui attribuer, avec George Sand et d'autres, la confection des tapisseries dites de La Dame à la licorne aujourd'hui conservées au musée du Moyen Âge (ancien hôtel de l'abbaye de Cluny à Paris). Les croissants de lune présents sur l'écu de la dame appartiennent en fait à la puissante famille lyonnaise des Le Viste et n'ont donc rien à voir avec le prince musulman.
Djem quitte Bourganeuf le 10 novembre 1488 pour être remis au pape Innocent VIII. Il arrive à Rome le 13 mars 1489 et réside au château Saint-Ange. En 1494, le pape Alexandre VI est contraint de le remettre au roi de France Charles VIII, entré en Italie, et qui envisage, depuis le royaume de Naples, une croisade en Grèce, possession de l’Empire ottoman. Djem meurt en 1495 à Capoue, dans des conditions jamais élucidées. Sa dépouille est ramenée en Turquie pour être inhumée à Brousse, où son tombeau existe toujours.

### Époque contemporaine

#### La «fée électricité»

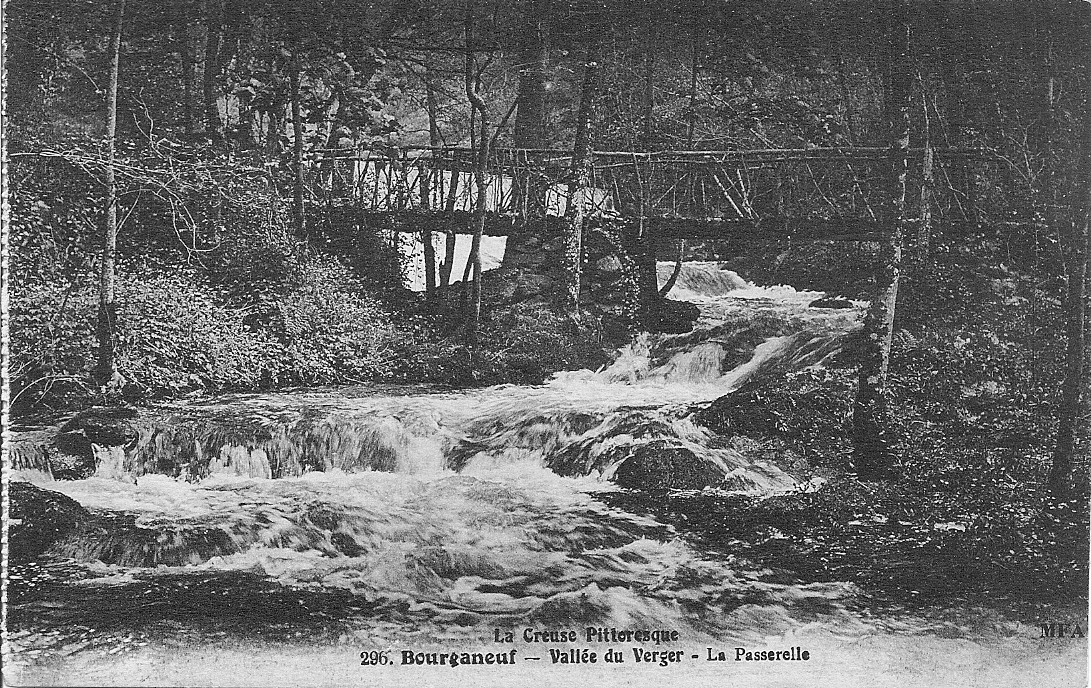
Les gorges du Verger

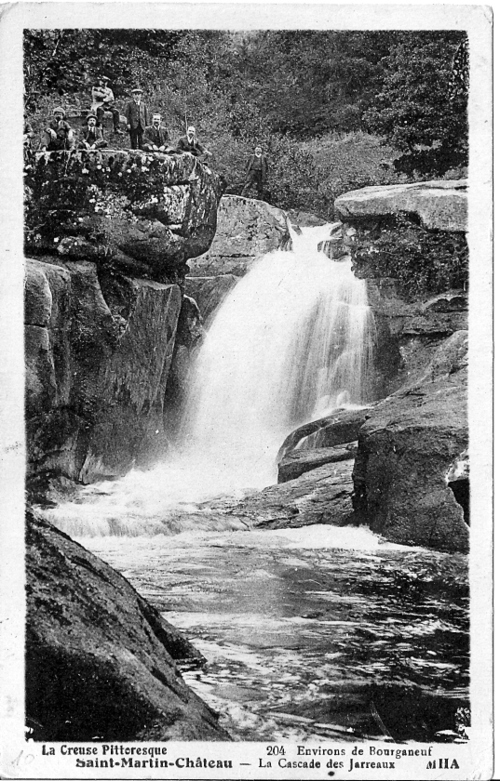
La cascade des Jarrauds

La ville de Bourganeuf a été la troisième ville française à recevoir l'électricité en 1886, et la première avec le transport de l'électricité à longue distance.
Les eaux du ruisseau du Verger, qui avait accueilli la dynamo de sa première usine, furent trop basses pendant l'été 1886 pour alimenter correctement les soixante lumières de Bourganeuf. Il fut alors décidé d'utiliser la cascade des Jarrauds d'une hauteur de 14 mètres et qui pouvait assurer une production largement suffisante, malgré sa distance de Bourganeuf, à 14 km.
C'est grâce à l'initiative de l'ingénieur Marcel Deprez et après trois années d'études et un an de travaux de juillet 1888 à avril 1889, que les installations des usines de la cascade des Jarrauds et de Bourganeuf furent les premières en France de transport d'électricité sur une telle distance. L'installation comprenait une turbine hydraulique de 130 CV avec une génératrice de 100 CV. Le câble électrique qui reliait les deux sites avait un diamètre de 5 mm. Ainsi fit réalisé un éclairage public de la ville (rues, mairie, église, cafés) avec 106 lampes.
Pour couronner cette prouesse technique, le premier téléphone de la région reliait les installations de la cascade et de Bourganeuf ; alors qu'en France, l'utilisation commerciale du téléphone datait seulement de 1879.
Bourganeuf fut chef-lieu de district de 1790 à 1800 et chef-lieu d'arrondissement jusqu'en 1926.
Le 9 juin 1944, des Allemands d'une des divisions Das Reich rassemblaient les hommes de Bourganeuf dans un garage automobile de la ville. Ils ont été retenus en otage quelques heures avant d'être libérés grâce aux négociations du maire de l'époque, François Graux. le commandant allemand, Helmut Kämpfe a eu le temps d'apprendre que quelques kilomètres plus loin les Résistants guéretois, avait repris la ville.
Jacques Chapou, résistant membre des Francs-tireurs et partisans, fut capitaine des FFI dans le Lot, en Corrèze et dans la Creuse. Il a été à l'œuvre de la prise de Tulle, reprise par les SS sous le commandement de Heinz Lammerding, avec le Massacre de Tulle. Il meurt le 16 juillet 1944 près de Bourganeuf. Pris dans une embuscade tendue par un élément de la Brigade Jesser, blessé, il vide son chargeur contre ses assaillants avant de se donner la mort plutôt que de se rendre,.
En 1970, l'affaire des amants diaboliques de Bourganeuf inspire le film Les Noces rouges de Claude Chabrol sorti en 1973.

## Économie

### Entreprises et commerces

#### Agriculture
Une dizaine d’exploitations agricoles sont présentes sur le territoire communal. La majorité élève des bovins de race limousine mais il existe aussi quelques activités diversifiées, telle que l'élevage de bisons.

#### Tourisme
- Hôtels.
- Restaurants.
- Gîtes ruraux.
- Chambres d'hôtes.
- Débits de boissons.

#### Commerces
La ville fut en tout temps un centre de commerce, de nombreux magasins jalonnent la rue principale, tous les mercredis un marché a lieu place de l'Hôtel de ville, place de l’Étang et sur le Mail du château.

##### Le bois

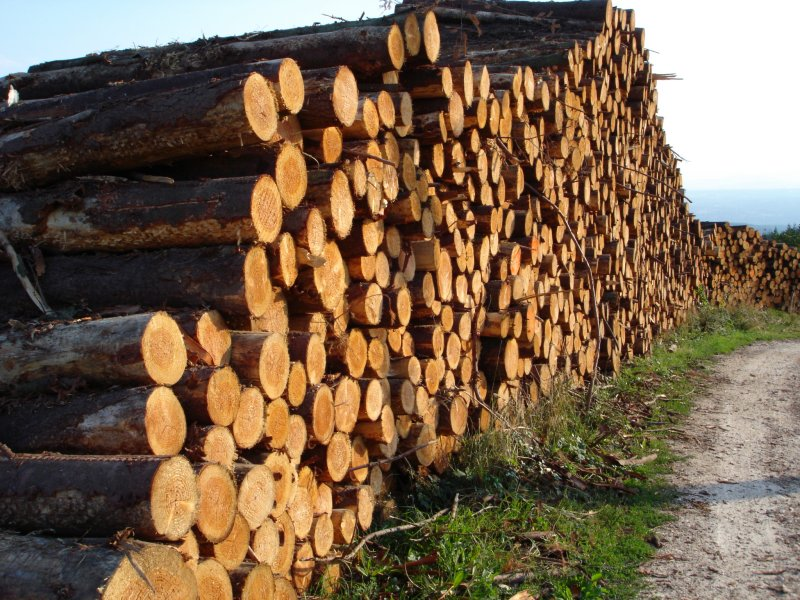
Empilement de billons

La commune de Bourganeuf est un pôle bois important du Limousin. Ainsi de nombreuses entreprises sont implantées à Bourganeuf : « Cosylva » fabrique de bois lamellé-collé, « Bourganeuf Bois » est une scierie de bois résineux d’industrie, « Sokibo » (Parquets Marty) est une scierie de feuillus, « Séqueira » est une scierie de feuillus et de résineux, enfin « Séqueira Joachim » travaille dans l’exploitation, le négoce et le séchage. « Douglas Structure » est une nouvelle scierie de résineux en cours d’implantation à Bourganeuf.
De nombreux exploitants de travaux forestiers travaillent dans ce pôle bois : sylviculture, bûcheronnage, débardage, des négociants, des coopératives forestières et des propriétaires forestiers privés, auxquels il faut ajouter les forêts domaniales de Mérignat et de Faux-Mazuras et les forêts communales.
La filière bois induit également d'autres activités notamment dans les domaines du transport, de l’équipement de matériel, de la vente, de l'entretien et réparations de ces matériels. La commune utilise, depuis 1985 pour ses équipements publics, un réseau de chaleur d’une puissance de 3,2 MW, alimenté par des déchets de bois et de plaquettes forestières produits par les scieries de la commune.

## Politique et administration

### Élection municipale du 9 mars 2008
Sur les 1 821 inscrits, 1 281 votants soit 70,70 % et 531 se sont abstenus soit 29,30 %. Parmi les 1 281 votants, 1 198 votes exprimés soit 66,11 %.
Les 23 membres de la liste Tous unis pour Bourganeuf sont élus À l'issue de ce vote, Jean-Pierre Jouhaud est réélu maire de la commune.

### Jumelages
- Zirndorf (Allemagne)

## Population et société

### Démographie

#### Évolution démographique
L'évolution du nombre d'habitants est connue à travers les recensements de la population effectués dans la commune depuis 1793. Pour les communes de moins de 10 000 habitants, une enquête de recensement portant sur toute la population est réalisée tous les cinq ans, les populations de référence des années intermédiaires étant quant à elles estimées par interpolation ou extrapolation. Pour la commune, le premier recensement exhaustif entrant dans le cadre du nouveau dispositif a été réalisé en 2008.

En 2022, la commune comptait 2 408 habitants, en évolution de −9,34 % par rapport à 2016 (Creuse : −3,32 %, France hors Mayotte : +2,11 %).
| 1793  | 1800  | 1806  | 1821  | 1831  | 1836  | 1841  | 1846  | 1851  |
| ----- | ----- | ----- | ----- | ----- | ----- | ----- | ----- | ----- |
| 2 062 | 1 988 | 1 959 | 2 203 | 2 849 | 2 940 | 3 080 | 3 202 | 3 384 |

| 1856  | 1861  | 1866  | 1872  | 1876  | 1881  | 1886  | 1891  | 1896  |
| ----- | ----- | ----- | ----- | ----- | ----- | ----- | ----- | ----- |
| 3 197 | 3 222 | 3 501 | 3 591 | 3 620 | 3 726 | 3 902 | 3 863 | 3 524 |

| 1901  | 1906  | 1911  | 1921  | 1926  | 1931  | 1936  | 1946  | 1954  |
| ----- | ----- | ----- | ----- | ----- | ----- | ----- | ----- | ----- |
| 3 675 | 3 864 | 3 875 | 3 659 | 3 561 | 3 364 | 3 117 | 3 464 | 3 308 |

| 1962  | 1968  | 1975  | 1982  | 1990  | 1999  | 2006  | 2008  | 2013  |
| ----- | ----- | ----- | ----- | ----- | ----- | ----- | ----- | ----- |
| 3 310 | 3 804 | 3 637 | 3 738 | 3 385 | 3 163 | 2 980 | 2 917 | 2 732 |

| 2018  | 2022  | - | - | - | - | - | - | - |
| ----- | ----- | - | - | - | - | - | - | - |
| 2 487 | 2 408 | - | - | - | - | - | - | - |

### Enseignement
- Une école maternelle
- Deux écoles primaires
- Un collège d'enseignement secondaire
- Un Lycée professionnel
- Une Unité de Formation pour les Apprentis Delphine Gay[42].

### Santé
Professionnels et établissements de santé :
- Médecins à Pontarion, Saint-Dizier-Leyrenne, Sauviat-sur-Vige, Peyrat-le-Château, Mourioux-vieilleville,
- Pharmacies à Montboucher, Pontarion, Saint-Dizier-Leyrenne, Sauviat-sur-Vige,
- Hôpitaux à Saint-Vaury, La Souterraine, Limoges.

### Cultes
- Culte catholique, Paroisse St Jean en Limousin[44], Diocèse de Limoges.

## Culture locale et patrimoine

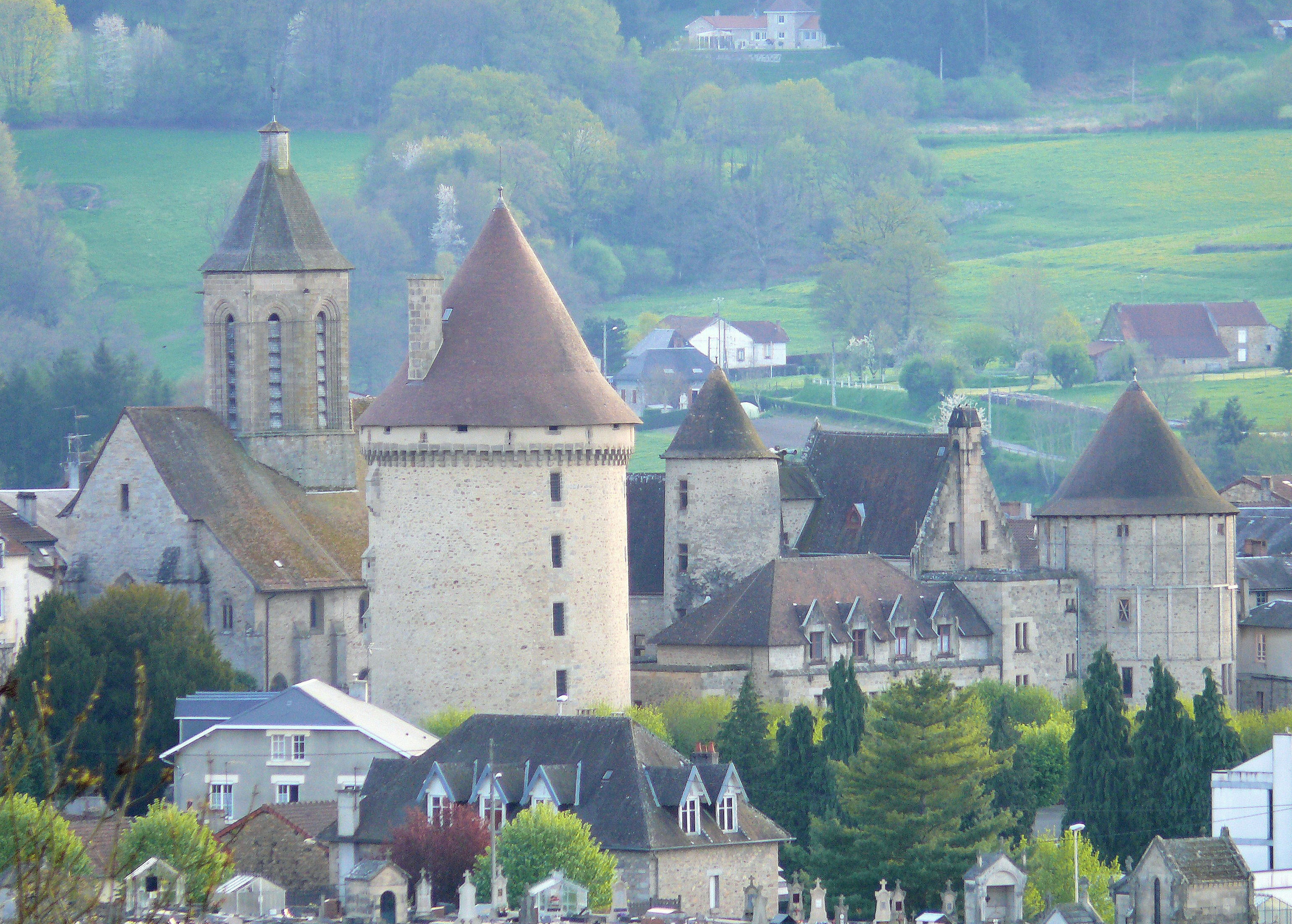
Le château, la tour Zizim et l'église.
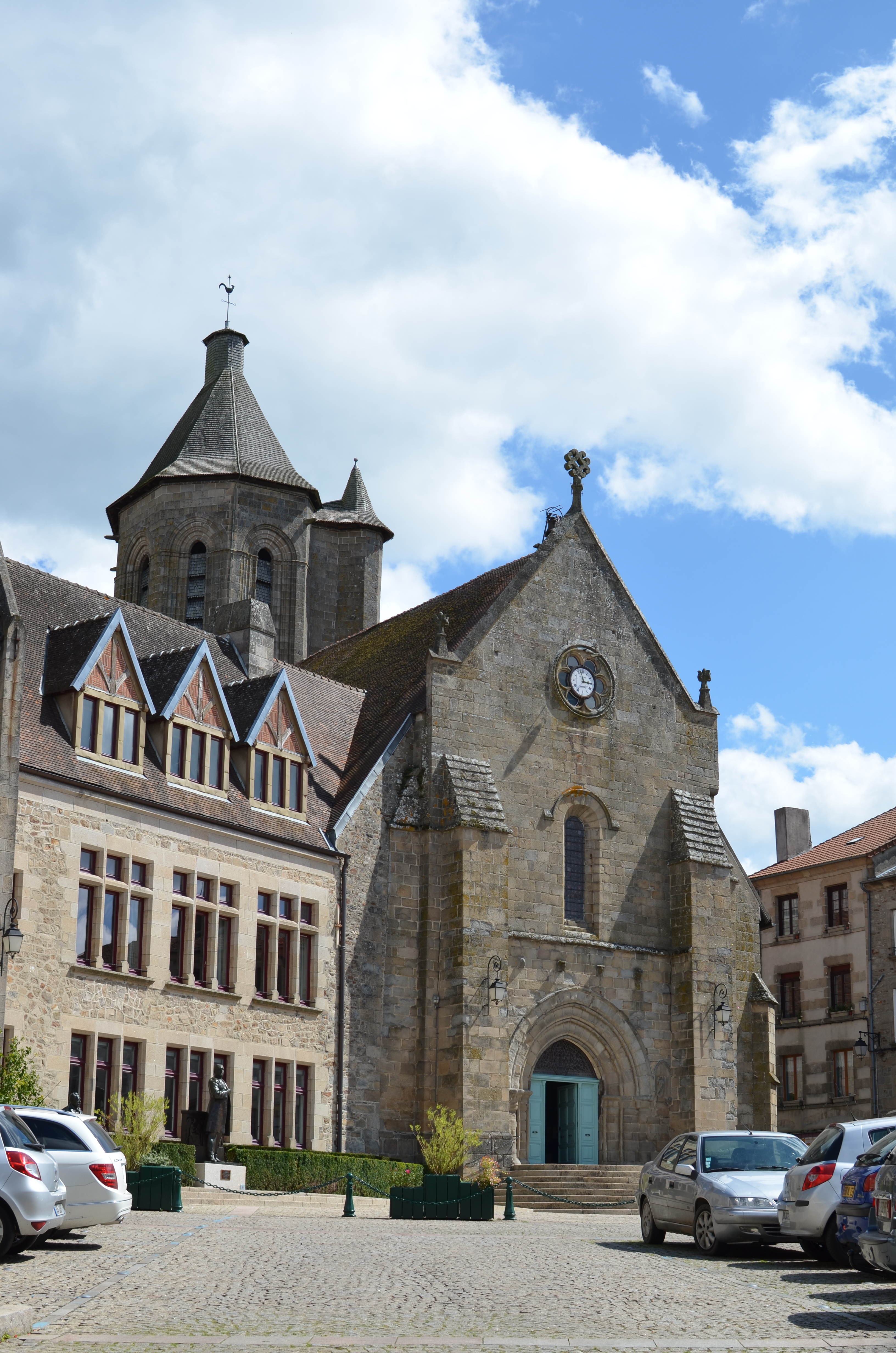
L'église Saint-Jean-Baptiste.
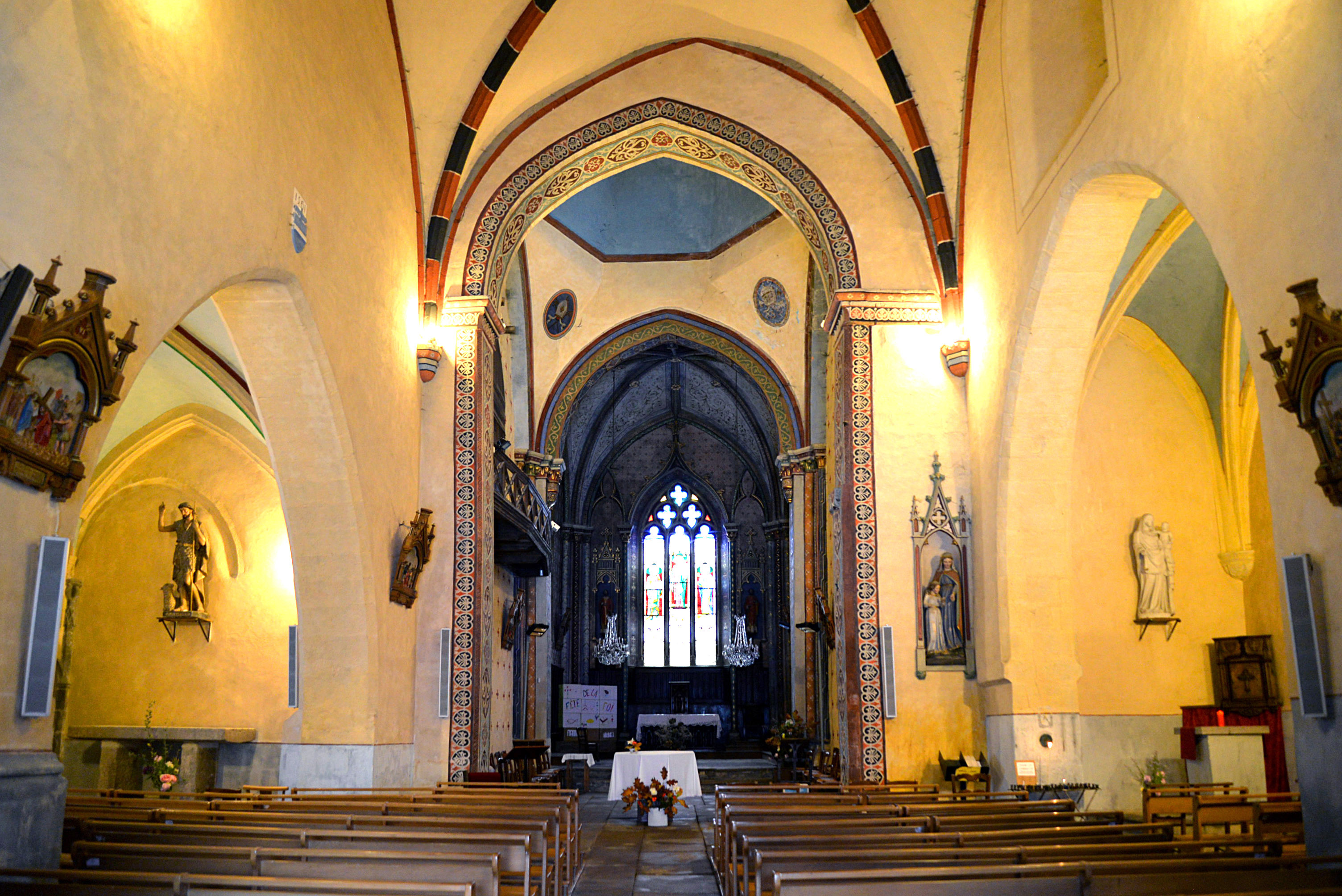
La nef de l'église Saint-Jean-Baptiste.
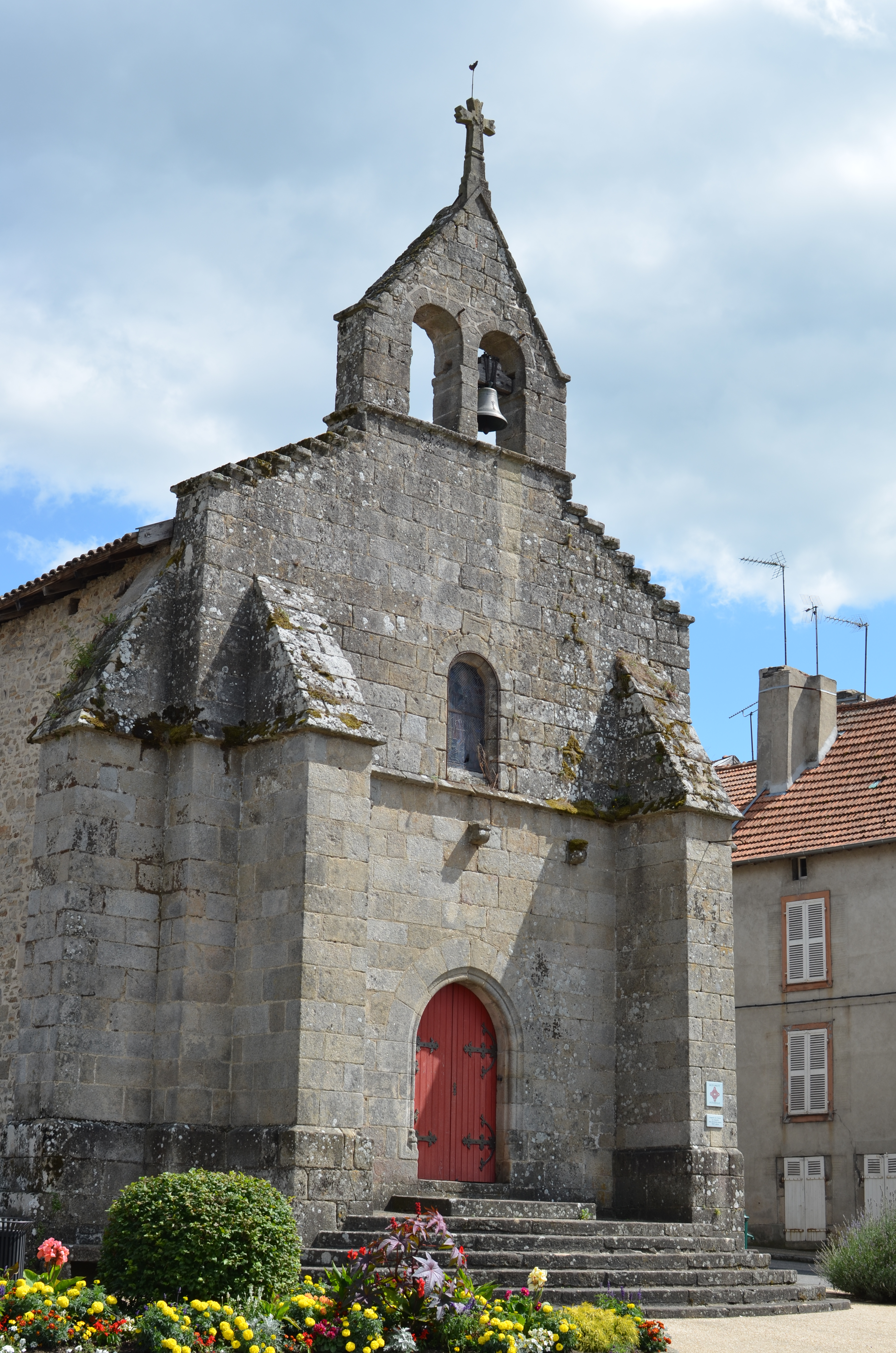
Chapelle de l'Arrier.
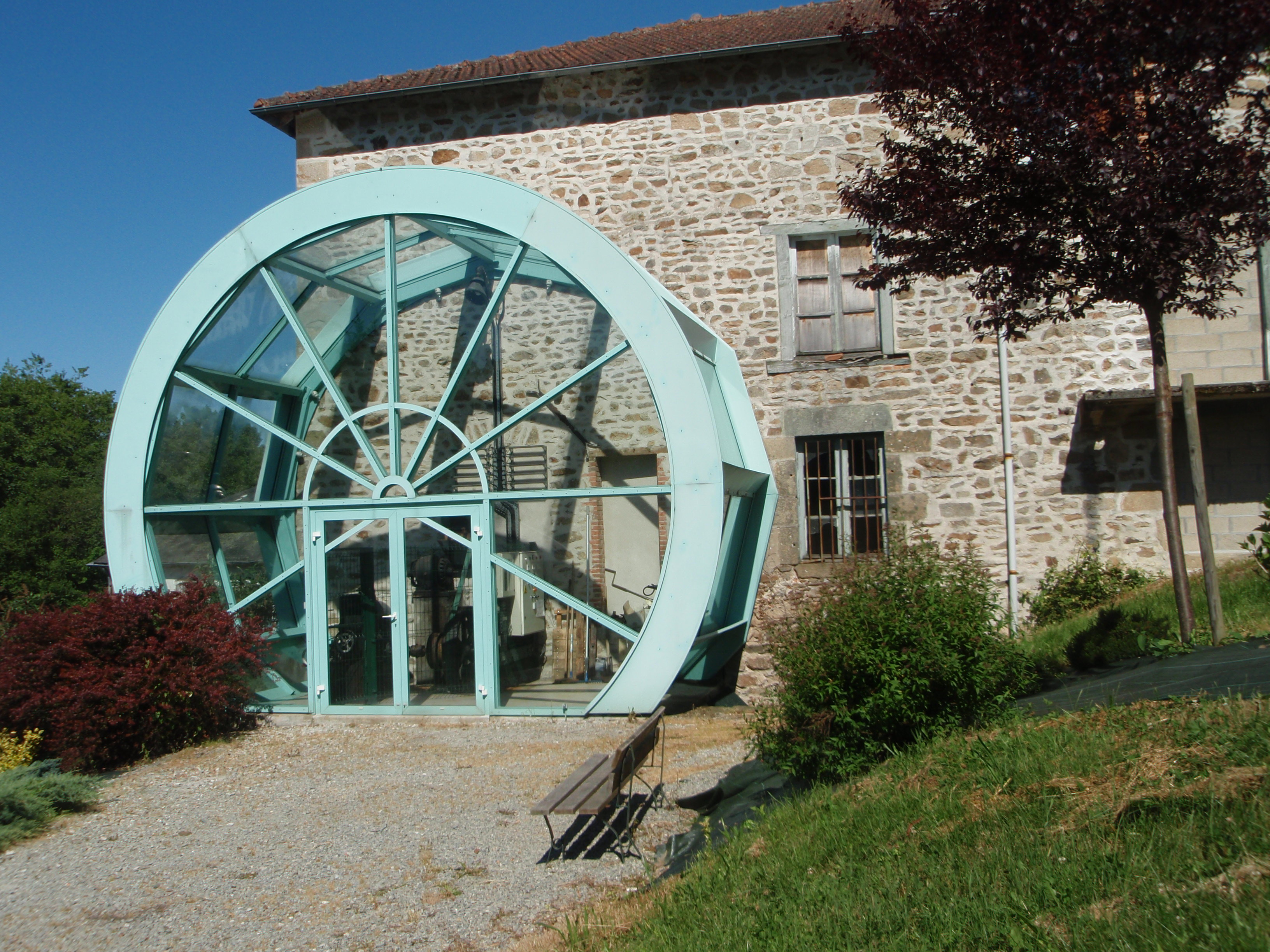
Le musée de l'électrification.

### Lieux et monuments
Le patrimoine religieux :
- L'église Saint-Jean-Baptiste[45] classée au titre des monuments historiques en 1913[46].

L'orgue Callinet Joseph ; Deliancourt A. ; Mounier Jean-Jacques, facteurs d'orgues,.
- La chapelle de Notre-Dame du Puy[49].
- La chapelle de l'Arrier (expositions l'été)[50].
- Monument aux morts[51] : Conflits commémorés : Guerres 1914-1918 - 1939-1945 - AFN-Algérie (1954-1962).

Autres lieux et patrimoines :
- Le château qui date du XVe siècle avec la tour Zizim[52], la tour de Lastic et celle dite de l'Escalier[53],[54]. L'édifice est classé au titre des monuments historiques en 1911[55].
- Le Musée de l'électrification de Bourganeuf : Bourganeuf fut la troisième commune française à bénéficier de l'éclairage électrique public (le 9 mai 1886) ; par la suite, en 1889, on utilisa une usine située au pied de la cascade des Jarrauds, formée par la Maulde et située à 14 kilomètres de Bourganeuf.
- La colline de La Perrière, d'où l'on peut voir de très belles vues sur la ville.
- Les Gorges du Verger, premier site classé en Limousin au titre de la protection des sites et monuments à caractère artistique. Les eaux vives du Verger ont alimenté l'une des premières installations hydroélectriques, qui permit l'éclairage de Bourganeuf en 1886. Lieu de promenade agréable en toutes saisons ; on peut y voir le manoir d'Émile de Girardin, homme politique, député de Bourganeuf en 1834, et de Delphine Gay, son épouse, femme de lettres.
- Le GR de pays des cascades, landes et tourbières est un  nouveau circuit de 65 kilomètres permettant de relier Royère-de-Vassivière à Bourganeuf en passant par Saint-Pierre-Bellevue, Saint-Pardoux-Morterolles, Faux-Mazuras, Saint-Martin-Château et Saint-Junien-la-Bregère. Le circuit permet de visiter de nombreux sites naturels et monuments remarquables de la région : tourbières, Cascade des Jarrauds, Cascades et champs de pierres d’Augerolles, moulin d'Augerolles, Tour Zizim, ponts de planches en granite, croix, églises, sites inscrits des Gorges du Verger et des Roches du Mazuras… Le circuit peut s'effectuer à pied en trois ou quatre jours ou en un ou deux jours en VTT ou à cheval[56].

### Héraldique
|  | Selon d'Hozier, les armoiries de Bourganeuf se blasonnent ainsi : De sable à trois chevrons ondés d'argent. |